# Federação das Indústrias do Estado de Goiás
A Federação das Indústrias do Estado de Goiás (FIEG) é a entidade de representação das indústrias do estado de Goiás. Sedia-se na cidade de Goiânia.
O Sistema FIEG é composto pelo SESI, SENAI, IEL e sindicatos patronais da indústria de Goiás. Seu presidente em 2017 é Pedro Alves.

## Histórico
Fundada em 17/12/1950 por cinco sindicatos - das Indústrias da Construção e Mobiliário, da Indústria da Alfaiataria e Confecção de Roupas de Homem, da Indústria de Calçados, das Indústrias de Alimentação e das Indústrias Gráficas do Estado de Goiás -, a Federação das Indústrias do Estado de Goiás foi reconhecida por Carta Ministerial de 3 de abril de 1952 e instalada, oficialmente, em 1° de maio 1952, no salão de honra da Federação do Comércio do Estado de Goiás. Com a criação da FIEG, logo também se instalaram em Goiás os departamentos regionais do Serviço Nacional de Aprendizagem Industrial (SENAI) e do Serviço Social da Indústria (SESI).
Seu primeiro presidente, Antônio Ferreira Pacheco, manteve-se no cargo até 1967, quando faleceu e teve como substituto legal o vice-presidente José Aquino Porto. Durante 33 anos, José Aquino Porto presidiu a FIEG, reeleito em mandatos sucessivos, até considerar cumprida sua missão, passando a função, em 2000, ao vice Paulo Afonso Ferreira, que foi depois eleito para o triênio 2002/2005 e reeleito até 2010. Entre 2011 e 2018, a Federação das Indústrias foi conduzida pelo empresário Pedro Alves de Oliveira e, a partir de 2019, a presidência da instituição foi assumida pelo industrial Sandro Mabel, eleito de forma unânime para o quadriênio 2019-2022.
Ao longo de sua história, a entidade participou de todos os grandes acontecimentos no Estado que envolveram o setor industrial, colaborando decisivamente com os poderes públicos para implantação e consolidação do parque industrial goiano.
Em 2017, já sob a presidência de Pedro Alves de Oliveira, a FIEG lançou, em parceria com a PUC-GO, Projeto Aprimore, com o objetivo de investir na formação do jovem profissional. No mesmo ano a federação promoveu o 5º Encontro Internacional de Comércio Exterior (EICE).